# Жабинка (река)
Жабинка (бел. Жабінка) — река в Каменецком и Жабинковском районах Брестской области Беларуси, правый приток Мухавца.
Длина реки — 25 км, площадь водосборного бассейна — 228 км², средний уклон реки 0,5 м/км.
Река начинается около деревни Пелище Каменецкого района, до мелиоративных работ начиналась ниже, у деревни Житин. Генеральное направление течения — юго-восток, всё течение проходит по Прибугской равнине. Русло канализировано на всем протяжении. Около деревень Олизаров-Став и Соколово Жабинковского района на реке организована запруда и созданы рыбоводческие пруды рыбхоза «Соколово».
Принимает сток из Сехновичского канала и многочисленных безымянных мелиоративных каналов. Протекает деревни Пелище, Якубовичи, Житин, Подречье, Олизаров-Став, Сеньковичи, Малые Сехновичи, Новые Дворы.
Нижнее течение проходит по территории города Жабинка, впадает в боковой рукав реки Мухавец на его южных окраинах.